# (1520) Imatra
(1520) Imatra est un astéroïde de la ceinture principale.

## Description
(1520) Imatra est un astéroïde de la ceinture principale. Il fut découvert le 22 octobre 1938 à Turku par Yrjö Väisälä. Il présente une orbite caractérisée par un demi-grand axe de 3,11 UA, une excentricité de 0,10 et une inclinaison de 15,2° par rapport à l'écliptique.

## Compléments